# Vlag van Begijnendijk
De vlag van Begijnendijk werd door de gemeenteraad op 27 april 1987 officieel vastgesteld als de gemeentelijke vlag van de Vlaams-Brabantse gemeente Begijnendijk. Op 7 juli 1987 werd hij door het Bestuur van Vlaanderen bevestigd en uiteindelijk gepubliceerd op 3 december 1987 in het officiële Belgisch Staatsblad.
Officieel wordt de vlag beschreven als:
Twee even lange banen van blauw en van geel, met op het midden een wit schild, beladen met een zwarte lelie.
De kleuren van de vlag zijn die van het voormalige wapen van Beginendijk (voor de fusie). Het schild op het huidige gemeentewapen van Beginendijk is in het midden afgebeeld: "In zilver een lelie van sabel."; het zijn inderdaad de wapens van de voormalige gemeente Betekom.

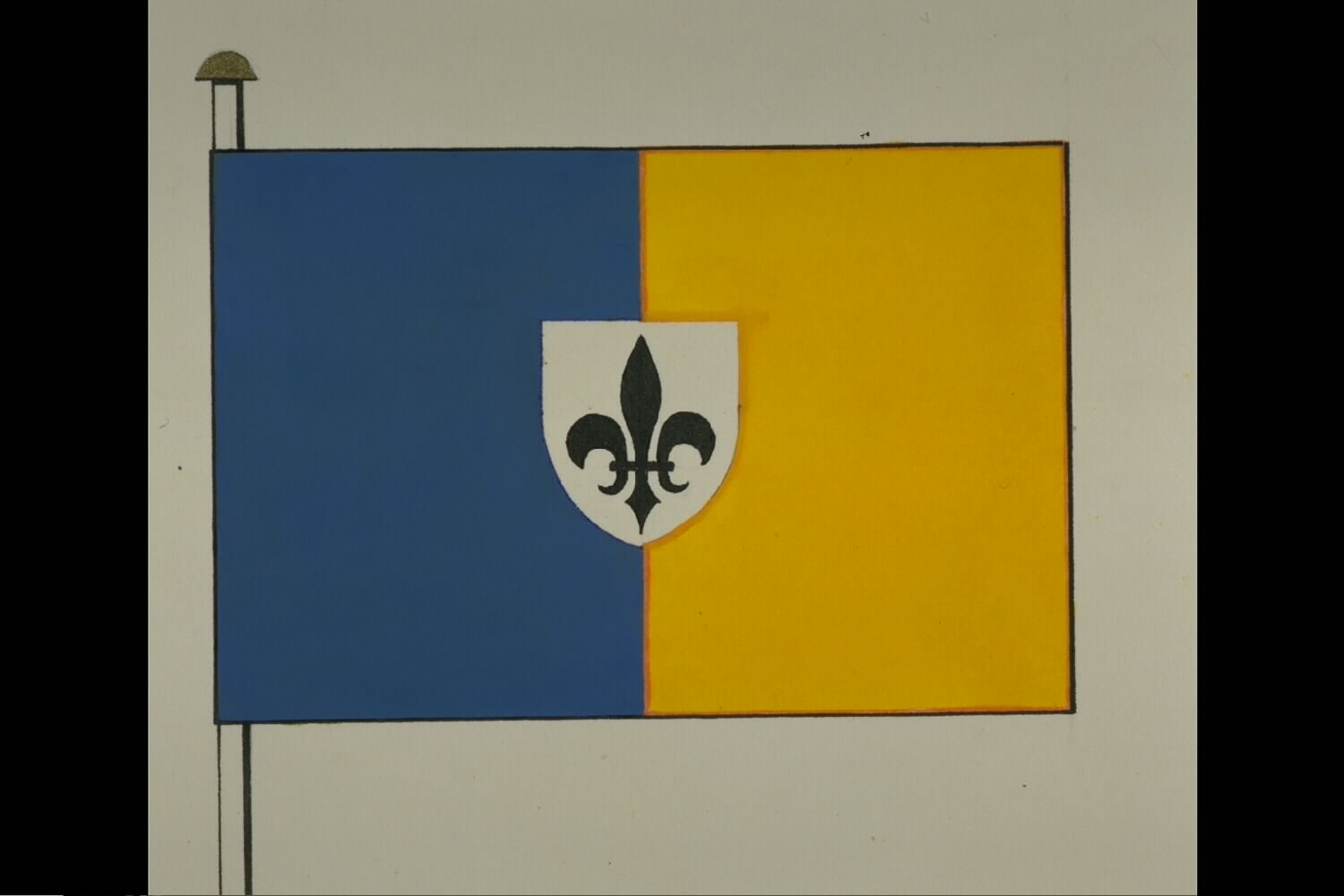
Officiële tekening van de vlag
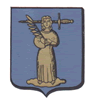
Het voormalige wapen van Begijnendijk (1840-1987).